# Jutaro Kimura
Jutaro Kimura (Japans: 木村重太郎, Kimura Jutaro) (Kumamoto, 12 mei 1968) is een Japans honkballer. Hij is werper en won een zilveren medaille tijdens de Olympische Zomerspelen in 1996.